# 询证函
询证函（英語：Confirmation）是由审计师（或其他鉴证业务执行人）以被审计者的名义向被询证人发出的，用以获取被询证人对于被审计者相关信息或现存状况的声明。按照相关准则的要求，询证函必需由审计师亲自寄发，不可由被审计者代为寄发。被审计者可以帮助填写询证函的内容并提供被询证人的地址等信息，但是审计师必须对上述信息进行检查核对。询证函是审计师审计工作底稿的重要组成部分。
寄发询证函以获取审计证据的审计程序称为函证。按照审计准则的规定，所有的银行账户，包括审计期间内销户的账户都应当进行函证，对于重要的往来对象应当予以函证。

## 类别
根据被询证人的不同，询证函可以分为：
- 银行询证函：向被审计者的存款银行及借款银行发出的询证函，用以检查被审计者在特定日期（一般为资产负债表日，下同）银行存款的余额、存在性和所有权，以及借款的余额、完整性和估价。完整的银行询证函一般包括：存款、借款、销户情况、委托存款、委托贷款、担保、承兑汇票、贴现票据、托收票据、信用证、外汇合约、存托证券及其他重大事项；（样式）
- 企业询证函：向被审计者的债权人和债务人发出的询证函，用以检查被审计者特定日期债权或债务的存在和权利或义务。企业询证函通常包括双方在截止于特定日期的往来款项余额；（样式）
- 律师询证函：向为被审计者提供法律服务的律师及其所在的律师事务所发出的询证函，用以检查被审计者在特定日期是否存在任何未决诉讼及其可能产生的影响以及律师费的结算；（样式）
- 其他询证函：向其他机构如保险公司、证券交易所或政府部门发出的询证函，用以检查被审计者的保险合同条款、所持有的可流通证券或注册资本情况等信息。

按照回函要求的不同，企业询证函可以分为：
- 积极式询证函：无论询证函记录如何，都要求被询证人回函；
- 消极式询证函：当询证函记录与被询证人记录一致时不回函，仅当询证函记录与被询证人记录不一致时回函。消极式询证函应在下列情况同时满足时才应当使用：
  - 重大错报风险评估为低水平；
  - 涉及大量余额较小的账户；
  - 预期不存在大量的错报；
  - 没有理由相信被询证人不认真对待函证。